# Robert Schindel

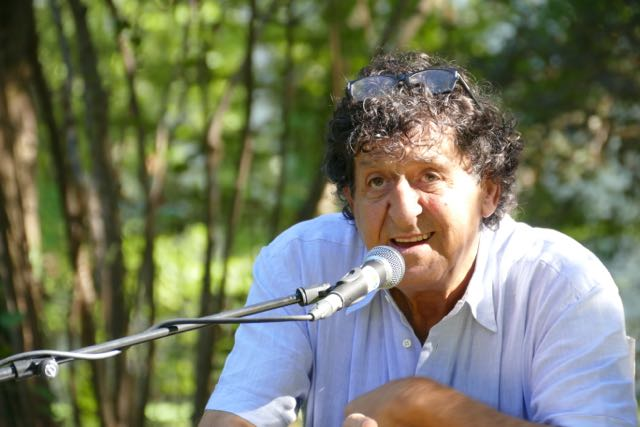
Robert Schindel (Autor: Amrei-Marie)

Robert Schindel (* 4. dubna 1944 v Bad Hallu) je rakouský básník, prozaik a esejista s židovskými kořeny.

## Život
Robert Schindel je synem komunistických antifašistických bojovníků Reného Hajeka a Gerti Schindelové, kteří za druhé světové války skončili v koncentračním táboře. Zatímco Gerti Schindelová Osvětim i následný Ravensbrück přežila a po válce se kojence, který válku přečkal v židovské nemocnici, ujala, zemřel Schindelův otec Hajek v Dachau.
Po absolvování obecné školy (1950 až 1954) odešel na spolkové reálné gymnázium (Bundesrealgymnasium), z něhož však byl roku 1959 vyloučen. Chtěl se nechat vyučit knihkupcem, ale studium později přerušil a upřednostnil cestu po Evropě (Paříž, Švédsko). Maturitu složil až dodatečně roku 1967, poté studoval na Vídeňské univerzitě mj. filozofii.
Schindel byl dlouhá léta členem Komunistické strany Rakouska (KPÖ) a jejích mládežnických organizací. Vystoupil z ní až roku 1967 na počátku rakouského studentského hnutí. Současně byl na sklonku 60. let předním členem studentského seskupení Kommune Wien, později se politicky angažoval v maoistických kruzích. S přibývajícím věkem se však stále více přiklání k židovské tradici.
Od roku 1986 je spisovatelem z povolání. Žije ve Vídni.
V letech 1999–2002 předsedal Schindel porotě literárního klání o Cenu Ingeborg Bachmannové.

### Próza
- Kassandra (1970, opětovně vydáno r. 2004 s úvodem Roberta Menasseho)
- Drei Miniaturen (1970, společně Gustavem Ernstem und Wolfgangem Murawatzem)
- Brockt sie frisch von den Weibern (1971)
- Gebürtig (1992, Rodák, zfilmováno 2002)
- Die Nacht der Harlekine (1994)
- Der Krieg der Wörter gegen die Kehlkopfschreie. Das frühe Prosawerk (2008)
- Der Kalte (2013, Necita)

### Poezie
- Zwischen den Maulschellen des Erklärens (1970)
- Haikus im Ruderleiberl (1971)
- Ohneland. Gedichte vom Holz der Paradeiserbäume 1979–1984 (1986, Bezzemí)
- Geier sind pünktliche Tiere (1987, Supi jsou dochvilná zvířata).
- Im Herzen die Krätze (1988)
- Immernie. Gedichte vom Moos der Neunzigerhöhlen (2000)
- Nervös der Meridian (2003)
- Zwischen dir und mir wächst tief das Paradies. Liebesgedichte (2003, s předmluvou Andrého Hellera)
- Fremd bei mir selbst (2004, Sám sobě cizí, s doslovem Marcela Reicha-Ranickiho, básně z let 1965–2003)
- Wundwurzel (2005)
- Mein mausklickendes Saeculum (2008)
- Scharlachnatter (2015, Šarlatová užovka)

### Drama
- Dunkelstein. Eine Realfarce (2010)
- Don Juan wird sechzig (2015, Donu Juanovi je šedesát)

### Esejistika a publicistika
- Gott schütz uns vor den guten Menschen. Jüdisches Gedächtnis-Auskunftsbüro der Angst (1995)
- Mein liebster Feind. Essays, Reden, Miniaturen (2004)
- Man ist viel zu früh jung. Essays und Reden (2011)

## České překlady
- Rodák (Gebürtig) [ukázka z románu], přel. Hana Žantovská, in: Světová literatura, roč. 38, č. 5/1993, s. 109-114.
- Čar dějin (Geschichtszauber) [báseň], přel. Petr Štědroň, in: Host, roč. 22, č. 9/2006, s. 68, text online[nedostupný zdroj]
- Lok za lokem pít šťovíkové víno [výběr z básnického díla], přel. Nikola Mizerová, in: Souvislosti, roč. 21, č. 3/2010, str. 64-70